# Skraeckoedlan
Skraeckoedlan bildades 2009 och är ett stonerrockband från Norrköping.
På våren 2010 släppte de sin första EP; Flykten från Tellus, som producerades av Oskar Cedermalm från bandet Truckfighters, skivan gick att köpa vid livespelningar, den släpptes även digitalt. Under sommaren 2010 släppte de sin andra EP; Världarnas fall, denna EP släpptes endast digitalt.
Hösten 2010 började bandet spela in sitt första studioalbum, även denna gång med Oskar Cedermalm som producent. Tidigt 2011 skrev bandet kontrakt med det svenska skivbolaget Transubstans Records. Debutalbumet Äppelträdet släpptes försommaren 2011.
Januari 2012 släppte bandet 12" Vinylen Mesozoikum, och februari 2012 släpptes Äppelträdet på 12" vinyl av Transubstans och Gaphals. De har även släppt en kassett via ljudkassett.com.
Under våren 2013 började bandet spela in sitt andra album Sagor. Trummorna spelades in i studion The Overlook i Gävle ihop med William Blackmon från bandet Gadget som tekniker/producent. Bas och gitarrer spelades in av Joona Hassinen i Studio Underjord, och sången spelades in ihop med Daniel Bergstrand i Studio Dugout.
Bandet spelade själva in en del sång och syntar/pålägg i sin studio i Borlänge och det var där de träffade Erik Berglund som sedan mixade Sagor.
Skivan släpptes 2015 av Razzia Records och fick mycket uppmärksamhet medialt. Den gjorde att Skraeckoedlan vann Årets Band på Dalecarlia Music Awards.

## Medlemmar
Nuvarande medlemmar
- Robert Lamu – sång, gitarr (2009–idag)
- Henrik Grüttner – gitarr, bakgrundssång (2009–idag)
- Martin Larsson – trummor (2009–idag)
- Erik Berggren - basgitarr (2019–idag)

Tidigare medlemmar
- Rikard Lind – basgitarr (2009)
- Tim Ångström – basgitarr, bakgrundssång (2009–2018)

## Diskografi
Demo
- 2010 – Flykten från Tellus (CD, digital)
- 2010 – Världarnas fall (digital)

Studioalbum
- 2011 – Äppelträdet (CD, LP)
- 2015 – Sagor (2 x LP, digital)
- 2019 – Eorþe (‘Earth’)
- 2024 - The Vermillion Sky

Livealbum
- 2013 – Live at the kulturhus

EP
- 2012 – Mesozoikum (12" vinyl)

Splitskivor
- 2016 – Lonely Place/Talisman (10" vinyl) tillsammans med Black Temple

Samlingsalbum
- 2012 – Flykten från Tellus + Världarnas fall (kassett)